# 뱅상 페레
뱅상 페레즈(Vincent Perez, 프랑스어 발음: [peʁɛːz], 1964년 6월 10일 ~ )는 스위스의 배우, 감독, 사진가이다.

## 출연 작품

### 영화
- 인도차이나 (1992) - 장 밥띠스트 역
- 팡팡(영어판) (1993) - 알렉상드르 역
- 묵시록 코드 (2007)
- 실화: 숨겨진 비밀 (2017) - 프랑수아 역
- 달리다 (2017)
- 고흐, 영원의 문에서 (2018)
- 레이디스 인 블랙 (2018, Ladies in Black)
- 퍼펙트 타겟 (2019) - 파브라트 역
- 에어로너츠 (2019) - 피에르 역
- 볼레로: 불멸의 선율 (2024) - 치파 역